# Jerry Adler
Jerry Adler, född 4 februari 1929 i Brooklyn, är en amerikansk skådespelare. Han är mest känd för sin roll som Hesh Rabkin i maffiaserien Sopranos.